# Saint-Mard-de-Vaux
Saint-Mard-de-Vaux ist eine französische Gemeinde mit 267 Einwohnern (Stand: 1. Januar 2022) im Département Saône-et-Loire in der Region Bourgogne-Franche-Comté (vor 2016 Bourgogne). Die Gemeinde gehört zum Arrondissement Chalon-sur-Saône und zum Kanton Givry. Die Einwohner werden Vallimédartiens und Vallimédartiennes genannt.

## Lage
Saint-Mard-de-Vaux liegt etwa 15 Kilometer westnordwestlich von Chalon-sur-Saône. Umgeben wird Saint-Mard-de-Vaux von den Nachbargemeinden Charrecey im Norden, Mercurey im Nordosten, Saint-Martin-sous-Montaigu im Osten, Saint-Jean-de-Vaux im Osten und Südosten, Barizey im Süden, Châtel-Moron im Südwesten, Saint-Bérain-sur-Dheune im Westen sowie Saint-Léger-sur-Dheune im Westen und Nordwesten.

## Bevölkerungsentwicklung
| Jahr                      | 1962 | 1968 | 1975 | 1982 | 1990 | 1999 | 2006 | 2011 | 2016 |
| ------------------------- | ---- | ---- | ---- | ---- | ---- | ---- | ---- | ---- | ---- |
| Einwohnerzahl             | 149  | 154  | 160  | 252  | 256  | 243  | 273  | 280  | 277  |
| Quelle: Cassini und INSEE |      |      |      |      |      |      |      |      |      |

## Sehenswürdigkeiten
- Kirche Saint-Médard, Neubau aus dem Jahr 1766
- Friedhofskreuz aus dem Jahr 1630, seit 1950 als Monument historique eingeschrieben
- Landgut im Weiler Blaisy